# Scion
Сајoн (енгл. Scion) је некадашња марка аутомобила јапанског концерна Тојоте, која је била намењена да придобије млађу популацију искључиво на северноамеричком тржишту.

## Историја
Сајан је лансиран за потребе тржишта Северне Америке. Назив Сајан значи потомак фамилије или главе породице, што се односи на марку возила и њихове власнике. Модели су први пут представљени марта 2002. на салону аутомобила у Њујорку. Основна циљна група била је такозвана Генерација Y, млада популација која је рођена после 1980. Први модели који су били пуштени на тржиште су xA у хечбек верзији и xB као караван 2003. године у Калифорнији, након чега је 2004. лансиран спортски купе tC широм САД. Највећу продају Сајан је достигао 2006. године, када је испоручено 173.000 возила, да би 2015. продаја пала на свега 56.000 аутомобила.
Највећи проблем лежи у чињеници да ова марка аутомобила никад није допрла до своје циљне групе, с обзиром да је просечна старост купаца износила 49 година. У моменту гашења Сајан је на тржишту имао пет модела, углавном препаковане или модификоване Тојоте, два спортска купеа FR-S (Тојота GT86) и tC, xB, iM у ствари препакована Тојота аурис и модел iA седан базиран на Мазди 2. У плану је био и кросовер, који је требало да буде рађен по узору на Тојоту C-HR.
Модели који су носили знак бренда Сајан, од августа 2016. доступни су за знаком Тојоте, док је ексклузивни спортски купе tC угашен. За тринаест година постојања купцима је испоручено преко милион аутомобила са знаком овог бренда.

## Продаја
| Модели | 2003   | 2004   | 2005    | 2006    | 2007    | 2008    | 2009   | 2010   | 2011   | 2012   | 2013   | 2014   | 2015   | Укупно    |
| ------ | ------ | ------ | ------- | ------- | ------- | ------- | ------ | ------ | ------ | ------ | ------ | ------ | ------ | --------- |
| FR-S   |        |        |         |         |         |         |        |        | 0      | 11.417 | 18.327 | 14.062 | 10.507 | 54.313    |
| iQ     |        |        |         |         |         |         |        | 0      | 248    | 8.879  | 4.046  | 2.040  | 482    | 15.695    |
| tC     |        | 28.062 | 74.415  | 79.125  | 63.852  | 40.980  | 17.998 | 15.204 | 22.433 | 22.666 | 19.094 | 17.947 | 16.459 | 418.235   |
| xB     | 6.936  | 47.013 | 54.037  | 61.306  | 45.834  | 45.220  | 25.461 | 20.364 | 17.017 | 19.789 | 17.849 | 16.583 | 15.223 | 392.632   |
| xD     |        |        |         |         | 10.948  | 27.665  | 14.499 | 10.110 | 9.573  | 10.756 | 9.005  | 7.377  | 794    | 100.727   |
| xA     | 3.962  | 24.184 | 28.033  | 32.603  | 9.547   | 39      | 3      |        |        |        |        |        |        | 98.371    |
| iA     |        |        |         |         |         |         |        |        |        |        |        |        | 7.605  | 7.605     |
| iM     |        |        |         |         |         |         |        |        |        |        |        |        | 5.097  | 5.097     |
| Укупно | 10.898 | 99.259 | 156.485 | 173.034 | 130.181 | 113.904 | 57.961 | 45.678 | 49.271 | 73.507 | 68.321 | 58.009 | 56.167 | 1.092.675 |

## Галерија
- xA
- xB
- xD
- iQ
- FR-S
- iA
- iM
- tC